# Black Russian (альбом)
Black Russian — единственный альбом американской группы Black Russian, выпущенный в 1980 году.

## История

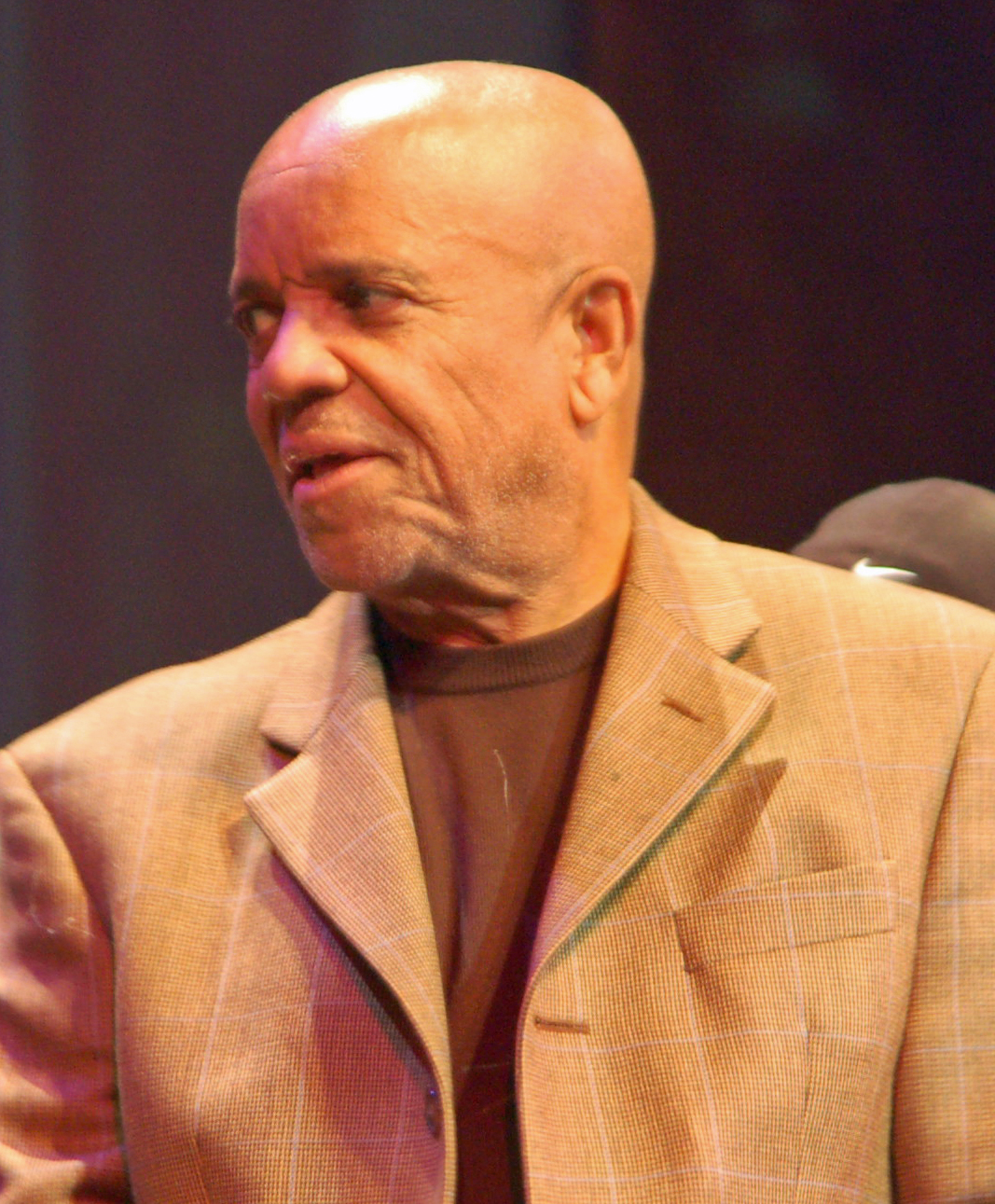
Берри Горди

В мае 1976 года Наталия Капустина, её муж Сергей Капустин и брат Владимир Шнайдерман, эмигрировавшие из СССР, приехали в Нью-Йорк без денег и связей. Они нашли дневную работу, а по вечерам выступали с концертами по всему городу. В 1978 году они приехали в Голливуд, где встретились с главой Motown’s Studio Operations Гаем Костой, который, в свою очередь, представил их основателю Motown Records Берри Горди. Результатом встречи с Горди стало подписание контракта с лейблом, и это был первый случай подписания контракта русской группы со столь крупным лейблом в США. В июне 1980 года группа, получившая название Black Russian, выпустила одноимённый альбом в стиле ритм-н-блюз. Наталия Капустина в группе и на альбоме получила имя Наташа Капустин, а её брат Владимир Шнайдерман — Владимир Шнайдер. Альбом был хорошо принят журналом Billboard, особо выделившим песни Mystified, Leave Me Now (позже была выпущена в виде сингла), Emptiness, New York City и Love’s Enough. Альбом не имел коммерческого успеха, и группа Black Russian не получила продолжения. Наташа Капустин и Сергей Капустин, у которых в США родился сын Робин, развелись, и Наташа, вслед за братом, взяла себе псевдоним, образованный от девичьей фамилии Шнайдерман — Наташа Шнайдер.

## Критика
Название проекта очень точно отражает стилистику записанных на альбоме песен: «черный» соул, исполненный с яркими русскими интонациями.

## Список композиций

Обратная сторона обложки альбома

- A1 — Move Together 5:33. Lyrics By — Beth Forer, Ed Whiting Music By — N. Kapustin, S.Kapustin, V. Shneider
- A2 — 'Cause I Love You 4:33. Music By, Lyrics By — S. Kapustin
- A3 — Love’s Enough 3:31. Lyrics By — Nan O’Byrne Music By — S. Kapustin
- А4 — Leave Me Now 4:10. Keyboards — Bradley Cole; Lyrics By — Allee Willis, S. Kapustin; Music By — S. Kapustin
- B1 — Mystified 4:57. Lyrics By — Nan O’Byrne; Music By — S. Kapustin
- B2 — New York City 4:56. Lyrics By — Nan O’Byrne, S. Kapustin; Music By — S. Kapustin, V.Shneider
- B3 — Life Is Too Short 4:09. Lyrics By — Nan O’Byrne, N. Kapustin; Music By — N. Kapustin, S.Kapustin
- B4 — Emptiness 5:56. Lyrics By — Ed Whiting, S. Kapustin; Music By — S. Kapustin

## Участники записи
- Acoustic Guitar — Michael Dosco
- Backing Vocals, Artwork By [Cover Design] — Black Russian (5)
- Bass — Neil Stubenhaus
- Co-producer — Guy Costa
- Drums — Edward Greene, Ollie E. Brown, Steve Schaeffer, Willie Ornelas
- Engineer — Bobby Brooks, Guy Costa, Hitsville Team
- Guitar — Michael Dosco, Mitchell Holder, Serge Kapustin
- Harmonica — Tommy Morgan
- Keyboards — Natasha Kapustin, Vladimir Shneider
- Management [Project Manager] — Simone Sheffield
- Mastered By — John Matousek
- Photography — Jean Radnetter
- Producer, Arranged By — Natasha Kapustin, Serge Kapustin, Vladimir Shneider
- Synthesizer — Natasha Kapustin, Serge Kapustin